# SAMURAI JACK UNIVERSE
SAMURAI JACK UNIVERSE（サムライジャックユニヴァース）は、日本の4人組ロックバンド。2006年、日本にて結成。2012年自主レーベル「blue wood record」設立。

## 概要
- 2006年結成。ベースとドラムのメンバーチェンジを経て今に至る。
- 2016年2月28日 ライブのアンコールで解散を発表、同日解散した。

## 特徴
- 下北沢や渋谷など、東京を中心に活動していた。
- 江沼のみでのライヴ出演で弾き語りをすることもある。
- 作詞作曲は全曲、江沼による。
- 江沼拓実はplentyの江沼 郁弥（ボーカルギター）の実兄である。
- 「冷たく熱い、ラウドでナイーヴな、ギター・バンド。その最上級」(the crickets@下北沢GARAGEライブレポートより引用)とロッキング・オンの兵庫慎司に評された。
- 「カラオケの鉄人」限定で「呼吸」「青」が配信されている。

## メンバー
江沼 拓実（えぬま たくみ）
- ボーカルギター担当。茨城県出身。

杉浦 （すぎうら ）
- ギター担当。神奈川県出身。

阿部 （あべ ）
- ベース担当。北海道出身。

青木 （あおき ）
- ドラム担当。神奈川県出身。

### 旧メンバー
竹田
- ベース担当。

武井
- ドラムス担当。

鈴木　利崇 (ミルク鈴木)　　現東京みるくベイビーズ
- ロック担当。

## 略歴
2006年　結成
2008年
- 7月14日　下北沢モザイク「MOSAiC　4th Anniversally 『快哉』」 plenty / blgtz/ リリィノート / サイファイ / yj(AYANO)

2009年
- 2月15日　上野BRASH 「SAMURAI JACK UNIVERSE レコ発企画」 plenty / halt / Microphone / allport diary
- 6月　RO69JACK2009入賞
- 10月 RO69JACK09/10一時選考通過

2010年
- 7月3日 下北沢CLUB251『SAMURAI JACK UNIVERSE 企画… ROCK JACK STAGE』 butter butter / TLKY. / ハネムーン / puff noide
- 7月18日  タワーレコード 新宿店　7F イベントスペース『呼吸 インストアイベント』江沼のみ、弾き語りで出演
- 11月20日　大鳥居club EARTH 「BABEL レコ発企画」 スズメナインティーン / Cathy lost one's apricot yesterday / halt
- 12月 RO69JACK10/11入賞

2011年
- 5月7日 下北沢MOSAiC 「自主企画」 butter butter / それでも世界が続くなら / ・・(ニコテン)
- 8月27日 タワーレコード 新宿店 『インストアイベント』江沼のみ、弾き語りで出演 特典として弾き語りCD-R(夜と別人/青)を配布
- 10月9日　下北沢MOSAiCにて初のワンマンライヴ
- 10月15日 MINAMI WHEEL2011出演
- 12月3日 　新宿MARZ　Suck a Stew Dry / indigo la End / 水の中で雨中 / The モラトリアムスパゲッチーズ

2012年
- 3月　自主レーベル「bluewoodrecord」設立
- 4月28日　下北沢MOSAiC 「自主企画」 Suck a Stew Dry / aquarifa
- 5月　「名前のないツアー」スタート。心斎橋FANJ,京都MOJO,静岡SUNASH,名古屋MUSIC FARMなど初めてライヴを行うライヴハウスが含まれている
- 7月15日　新宿MARZSAMURAI JACK UNIVERSE ワンマンライヴ
- 12月　渋谷乙　出演：MAGISCENE /マイクロコズム / 戰車倶楽部 /きのこ帝国

2013年
- 1月8日 4thシングル[No.451 / コード] ライブ会場で販売
- 4月6日 渋谷o-nest　自主企画「千円の宴」開催　出演：　shepherd / aquarifa / MAGISCENE / スズメナインティーン
- 4月 渋谷乙　石井優也(MAGISCENE)/ハルカトミユキ/クガツハズカム(きのこ帝国)/笹口騒音ハーモニカ(太平洋不知火楽団/うみのて)

　THEハブ人間(3markets(株))/篠山コウセイ(Suck a stew dry)/江沼拓実(SAMURAI JACK UNIVERSE)
- 5月11日 渋谷乙　自主企画「goodbye teenage」開催　出演:　限りなく透明な果実 / 軍艦オクトパス / RENTAL HOPE / ハジオキクチバンド
- 6月23日 下北沢MOSAiC　自主企画「サムライ企画」開催　出演：　butter butter / ぐしゃ人間 / 逃した魚 / 東京みるくベイビーズ
- 7月6日　心斎橋FANJにて関西初ワンマンライブ
- 10月30日　1st フルアルバム「5th season」をリリース
- 11月　「名前のないツアー2013」スタート
- 12月22日　渋谷o-nest　ワンマンライブ

2014年
- 4月26日 下北沢MOSAiC　自主企画「昼ツーマン」　SAMURAI JACK UNIVERSE×MAGI SCENE　ゲスト:日向文
- 6月8日 SAKAESPRING2014
- 11月22日　高田馬場CLUBPHASE　ワンマンライブ

2015年
- 3月14日　自主企画　下北沢MOSAiC　人間そっくり / 普通の生活
- 5月13日　自主企画　渋谷 TSUTAYA o-nest 　puff noide / the Psyche Curedrop / Violence in the Butcher
- 9月21日  自主企画「音楽の民」＠渋谷チェルシーホテル　aquarifa / where is my mind? / you made my day
- 会場限定CD「偽光 / time」発売

2016年
- 1月30日　下北沢MOSAiC　ミニアルバム「echo」発売記念ワンマンライブ
- 2月17日　mini album「echo」発売
- 2月28日　代々木Zher the ZOO　ライブのアンコールで解散を発表。
- メンバーのコメント：「こんばんは、江沼です。今日のライブに来てくれた方々、ありがとうございました。  本日のライブでSAMURAI JACK UNIVERSEは解散することになりました。  今まで応援してくれた方々、あなた方のおかげで頑張れました。   理由はいくつかあるんですが、どれを話しても辞めて欲しくない人にとっては伝わらない話かもしれません。  私は、これからも続かない事を嘆くより、ここまで続けられたことに感謝したい。  本当にひとりひとりのお客さんに、友達に、スタッフに支えてもらいました。  今日伝えられなかった人に届いて欲しい。  応援してくれた方にどうにか新しい音源を渡したくて、  踏ん張って作った今回のミニアルバム「echo」で恩返しできればいいなと思います。  気付けば約10年やってました。楽しかった、うん。メンバーにも感謝しています。   明日も誰かのイヤホンからSAMURAI JACK UNIVERSEが流れたらいいなと思います。  本当にありがとうございました！   2016年　2月28日　江沼 拓実

2017年
- 2月28日 青木のツイキャス

2018年
- 2月28日 青木のツイキャス

2019年
- 2月28日 青木のツイキャス

2020年
- 4月1日 家族をyoutubeに公開

2021年
- 12月6日 No.451をyoutubeに公開

2022年
- 3月1日 青木のYouTube LIVE
- 4月14日 青木のYouTube LIVE
- 6月15日 青木が江沼に会ってきた YouTubeに公開

2023年
- 2月28日 未発表曲をYouTubeで公開

## ディスコグラフィ

### シングル
・2009年2月発売 1st single「呼吸」
1. 呼吸
2. Crying Swan

・2011年7月13日発売　2nd single「It's a beautiful morning」 
1. beautiful
2. It

・2012年4月18日発売　3rd single「Who am I?」 
1. anthology
2. 細胞
3. Last April
4. sign　 　　　　・ゲストコーラスに松本明人(真空ホロウ)が参加

・2012年7月15日発売　4th single「No.451 / コード」 
1. No.451
2. コード

・2015年9月21日発売(会場限定)　5th single「偽光 / time」 
1. 偽光
2. time
3. 家族(弾き語り)

### アルバム
・2010年11月2日発売 1st mini album 「BABEL」
1. BABEL
2. Crying Swan
3. 青
4. 素晴らしき生命
5. 1984
6. 呼吸
7. 戦争と平和

・2013年10月30日発売 1st full album「5th season」 
1. 月に想う
2. 細胞
3. CURE
4. サカナ
5. peoples
6. シャロン
7. beautiful
8. Last April
9. It
10. 結末
11. 光

・2016年2月17日発売 2nd mini album 「echo」
1. 「I」について
2. 偽光
3. 東京
4. echo
5. 錯覚
6. time
7. 忘れゆく、心臓

### コンピレーションアルバム
1. JACKMAN RECORDS COMPILATION ALBUM vol.1 [RO69JACK2009] (2010年5月12日)

　　　　　　　　　　　SAMURAI JACK UNIVERSE[光]収録
1. JACKMAN RECORDS COMPILATION ALBUM vol.4　[RO69JACK2010/2011] (2011年11月2日)

　　　　　　　　　　　SAMURAI JACK UNIVERSE[素晴らしき生命]収録

### 映像等
1. blu-ray[S] PV/live映像/rec映像など。70分収録。ジャケット装丁：イマイ　撮影：磯部　撮影 編集：青木 (2011年10月9日)

1. [呼吸] video・youtubeにて2009年12月公開
2. [光] video・youtubeにて2010年8月公開
3. [BABEL] video・youtubeにて2010年11月公開
4. [beautiful] video・youtubeにて2011年6月公開　(撮影協力に磯部)
5. [細胞] video・youtubeにて2012年2月公開
6. [Last April] video・youtubeにて2012年4月公開
7. [No.451] video・youtubeにて2012年6月公開
8. [シャロン] video・youtubeにて2013年10月公開
9. [結末] video・youtubeにて2013年11月公開
10. [偽光] video・youtubeにて2015年9月公開
11. [忘れゆく、心臓] video・youtubeにて2016年1月公開　監督：磯部
12. [東京] video・youtubeにて2016年2月公開　監督：村松政人

## メディア
- 2010年12月　TOKYO-FM「RADIO DRAGON」出演
- 2011年7月　 FM802「RADIO INFINITY」出演
- 2011年7月　 FM YOKOHAMA [beautiful] on-air
- 2012年4月　 FM802「RADIO INFINITY」[anthology] on-air

| スタブアイコン | サブスタブ | この項目は、まだ閲覧者の調べものの参照としては役立たない、音楽関係者（バンド等）に関連した書きかけの項目です。この項目を加筆・訂正などしてくださる協力者を求めています（P:音楽/PJ:芸能人）。 |